# 12e méridien ouest
En géographie, le 12e méridien ouest est le méridien joignant les points de la surface de la Terre dont la longitude est égale à 12° ouest.

## Géographie

### Dimensions
Comme tous les autres méridiens, la longueur du 12e méridien correspond à une demi-circonférence terrestre, soit 20 003,932 km. Au niveau de l'équateur, il est distant du méridien de Greenwich de 1 336 km,.
Avec le 168e méridien est, il forme un grand cercle passant par les pôles géographiques terrestres.

### Régions traversées
En commençant par le pôle Nord et descendant vers le sud au pôle Sud, Le 12e méridien ouest passe par:
| Coordonnées          | Pays, territoire ou mer                  | Notes |
| -------------------- | ---------------------------------------- | --- |
| 90° 00′ N, 12° 00′ O | Océan Arctique                           | |
| 81° 37′ N, 12° 00′ O | Groenland                                | |
| 81° 18′ N, 12° 00′ O | Océan Atlantique                         | |
| 28° 07′ N, 12° 00′ O | Maroc                                    | |
| 27° 40′ N, 12° 00′ O | Western Sahara                           | Revendiqué par le Maroc et la République arabe sahraouie démocratique                                                        |
| 26° 00′ N, 12° 00′ O | frontière Sahara Occidental / Mauritanie | |
| 23° 27′ N, 12° 00′ O | Mauritanie                               | |
| 14° 46′ N, 12° 00′ O | Mali                                     | |
| 14° 12′ N, 12° 00′ O | Sénégal                                  | Sur environ 13km |
| 14° 04′ N, 12° 00′ O | Mali                                     | Sur environ 11km |
| 13° 58′ N, 12° 00′ O | Sénégal                                  | |
| 13° 46′ N, 12° 00′ O | Mali                                     | |
| 13° 34′ N, 12° 00′ O | Sénégal                                  | |
| 12° 24′ N, 12° 00′ O | Guinée                                   | |
| 9° 54′ N, 12° 00′ O  | Sierra Leone                             | |
| 7° 12′ N, 12° 00′ O  | Océan Atlantique                         | Passe juste à l'est de l'archipel de Tristan da Cunha, Sainte-Hélène, Ascension et Tristan da Cunha (à 37° 07′ S, 12° 13′ O) |
| 60° 00′ S, 12° 00′ O | Océan Austral                            | |
| 71° 18′ S, 12° 00′ O | Antarctique                              | Terre de la Reine-Maud, revendiquée par la Norvège                                                                           |